# Mutterschaftsurlaub
Mutterschaftsurlaub (in Österreich: Mutterschutz) ist eine Bezeichnung für die Beschäftigungsverbote für Frauen im zeitlichen Zusammenhang mit einer Entbindung.
Die Bezeichnung „Urlaub“ ist in diesem Zusammenhang insofern irreführend, als die Beschäftigungsverbote nicht der Freistellung der Beschäftigten von der Arbeit dienen, um ihnen bestimmte andere Tätigkeiten (Erholung, Kindererziehung, Fortbildung etc.) zu ermöglichen. Ziel ist vielmehr die Abwehr von Gefahren, die der (werdenden) Mutter bei Weiterbeschäftigung drohen würden. Der fachlichere Ausdruck, der vor allem in Österreich Verwendung findet, ist Mutterschaftskarenz (Arbeitsfreistellung aus Anlass der Mutterschaft). Bei Mehrlingsgeburten, Frühgeburten sowie nach einer Kaiserschnittgeburt erhöht sich diese Zeit.
In der europäischen Mutterschutzrichtlinie bezeichnet der Begriff „Mutterschaftsurlaub“ die Arbeitnehmerinnen zu gewährende Arbeitsfreistellung im zeitlichen Zusammenhang mit einer Entbindung, die zugleich zu einem vorgegebenen Mindestanteil ein Beschäftigungsverbot darstellt.
Der Mutterschaftsurlaub ist in den meisten Fällen Teil einer Mutterschaftsversicherung. Manchmal wird ein Teil der Finanzierung auch vom Arbeitgeber übernommen. In selteneren Fällen geht der Mutterschaftsurlaub auch voll zu Lasten des Arbeitgebers, dies ist beispielsweise in Indien der Fall. Der erste Mutterschaftsurlaub auf der Welt wurde am 27. November 1917 in der UdSSR eingeführt, nur einen Monat nach der Oktoberrevolution.

## Deutschsprachige Länder

### Deutschland
In Deutschland sind diese für Arbeitnehmerinnen im Mutterschutzgesetz und für Beamtinnen in der Mutterschutz- und Elternzeitverordnung des Bundes bzw. den Parallelvorschriften der Länder enthalten.
Früher wurde der Begriff Mutterschaftsurlaub für die Freistellung zur Kindererziehung verwendet, ehe er zunächst durch Erziehungsurlaub und schließlich durch Elternzeit ersetzt wurde (vgl. die nunmehr gestrichenen § 8a-8d Mutterschutzgesetz).
In Deutschland besteht während 14 Wochen Anspruch auf einen Mutterschaftsurlaub (6 Wochen vor dem voraussichtlichen Entbindungstermin und 8 Wochen nach der Entbindung, bei Früh- und Mehrlingsgeburten 12 Wochen, § 3 MuSchG), bei dem 100 % des bisherigen Nettolohns bezahlt wird.

### Liechtenstein
Der bezahlte Mutterschaftsurlaub in Liechtenstein beträgt 20 Wochen, wobei 16 davon nach der Geburt bezogen werden müssen. Der Taggeldanspruch beträgt dabei 80 % des versicherten Lohns. Voraussetzung ist, dass man zuvor einer Krankenversicherung angehört hat.

### Österreich
In Österreich ist das Beschäftigungsverbot nach der Entbindung (Mutterschutz) im Mutterschutzgesetz geregelt. Diese Schutzfrist gilt bis mindestens 8 Wochen nach der Entbindung. Bei Mehrlingsgeburten, Frühgeburten sowie nach einer Kaiserschnittgeburt erhöht sich diese Zeit und beträgt mindestens 12 Wochen.
Erwerbstätige Mütter bekommen vom zuständigen Sozialversicherungsträger während der Schutzzeit Wochengeld, das dem durchschnittlichen Nettoverdienst der letzten 13 Wochen entspricht.

Die Elternkarenz (Mutterschaftskarenz), allgemein kurz Karenz
beginnt frühestens mit Ende der Schutzfrist (Mutterschutz) und muss grundsätzlich mindestens 2 Monate betragen. Die Elternkarenz endet spätestes am letzten Tag vor dem 2. Geburtstag des Kindes. Außerdem können die Eltern unter bestimmten Voraussetzungen 3 Monate der Karenz für einen späteren Verbrauch (zwischen dem 2. und meist dem 7. Geburtstag des Kindes) aufschieben. Die Karenz kann zweimal zwischen Mutter und Vater geteilt werden (Elternteilzeit, jeder Karenzteil mindestens 2 Monate), daher spricht man von Elternkarenz.
Beamte erhalten für die Dauer der Elternkarenz das Gehalt vom Dienstgeber. Danach erhält man bis zum Ende der Karenz kein Entgelt mehr, sondern pauschales oder einkommensabhängiges Kinderbetreuungsgeld.
Es besteht ein spezieller Bestandschutz des Arbeitsverhältnisses, das nur unter besonderen Voraussetzungen aufgelöst werden kann. Dieser Schutz endet grundsätzlich 4 Wochen nach Ende der Karenz.

### Schweiz
Der Mutterschaftsurlaub wurde 2005 auf 14 Wochen festgelegt, bei mindestens 80 % des vorangehenden Lohnes, aber maximal 196 Franken/Tag.
Anders als in den meisten europäischen Ländern kennt die Schweiz keinen vorgeburtlichen Mutterschaftsurlaub. Dies führt dazu, dass sich 70 Prozent mindestens zwei Wochen vor Geburtstermin krankschreiben lassen und nur jede sechste Frau bis zur Geburt arbeitet. Hierbei sind die Frauen aber auf ein entsprechendes ärztliches Zeugnis der behandelnden Gynäkologin angewiesen.
Neben dem im europäischen Vergleich kurzen Mutterschaftsurlaub kennt die Schweiz bis heute keine Elternzeit und erst seit 2021 wurde ein kurzer Vaterschaftsurlaub von zwei Wochen eingeführt. Dies macht die Schweiz gemäss einer 2018 in Auftrag gegebenen Studie der Eidgenössischen Koordinationskommission für Familienfragen (EKFF) zum Schlusslicht in Europa bezüglich der Unterstützung junger Eltern. Auch in einer 2021 veröffentlichen Report der UNICEF wurde die Schweiz im Vergleich über alle OECD- und EU-Staaten als eines der Schlusslichter genannt.

## Restliches Europa

### Europäische Union
Im Oktober 2010 beschließt das Europaparlament einen EU-weiten einheitlichen Mutterschaftsurlaub von 20 Wochen.

### Belgien
In Belgien erhalten Mütter insgesamt maximal 15 Wochen Mutterschaftsurlaub (bei Zwillingen, Drillingen oder Vierlingen 17 Wochen), davon mindestens 1 Woche vor der Geburt und (zwingend) 9 Wochen nach der Geburt.
In den ersten 30 Tagen werden, ohne einen Mindestbetrag festzusetzen, durchschnittlich 82 Prozent des monatlichen Gehaltes bezahlt. Ab dem 2. Monat wird 75 Prozent des Gehaltes ausgezahlt. Wer arbeitslos ist, erhält die Basisentschädigung in Höhe des Arbeitslosengeldes mit einem Zuschlag von 19,5 % im ersten Monat und danach einen Zuschlag von 15 %.

### Bulgarien
In Bulgarien gibt es einen bezahlten Mutterschaftsurlaub von insgesamt 410 Tagen (52,5 Wochen), wovon 45 Tage vor dem geplanten Geburtstermin bezogen werden. Nach sechs Monaten kann ein Teil der Restzeit auch dem Vater oder den Großeltern übertragen werden, sofern diese berufstätig sind und beträgt 90 % des Durchschnittseinkommens der letzten 24 Monate.

### Dänemark
Seit August 2022 sind in Dänemark neue Regeln in Kraft getreten, die in der Praxis mehr Richtung Elternzeit gehen. Mutter sowie Vater bekommen elf Wochen fix zugewiesene Elternzeit, zwei davon müssen beide Elternteile zweckgebunden nach der Geburt nehmen. Jedoch ist der Teil der Mutter nicht mehr speziell als Mutterschaftsurlaub deklariert wird. Zuvor hatte die Mutter 14 Wochen Mutterschaftsurlaub, die vier Wochen vor dem Geburtstermin startete und der Vater zwei Wochen nach der Entbindung. Über 26 weitere bezahlte Ferienwochen können die beiden Eltern beliebig aufteilen. Die Reform entfaltete insofern bereits Wirkung, als weniger als ein Jahr später festgestellt werden konnte, dass die Väter nun im Schnitt vier Wochen mehr Ferien nehmen.

### Frankreich
Es besteht gemäß Art. L. 1225-17, al. 1 C. trav. ein Recht auf 16 Wochen Mutterschaftsurlaub (6 Wochen vor der Geburt und 10 Wochen nach der Geburt) für die ersten beiden Kinder. Ab dem dritten Kind gelten 26 Wochen (8 + 18 Wochen), Art. L. 1225-19, al. 1 C. trav.
Bei Zwillingsgeburten gelten 34 Wochen (12 + 22); bei Drillingen (oder mehr) 46 Wochen (24 + 22), Art. L. 1225-16 C. trav.
Mütter dürfen den Mutterschaftsurlaub bis auf ein Minimum von 8 Wochen (2 + 6) abkürzen.
Während des Mutterschaftsurlaubs genießt die Betroffene einen absoluten Kündigungsschutz.

### Finnland
Im August 2022 wurde der Mutterschaftsurlaub durch eine geschlechterneutrale Elternzeit ersetzt, zu der es zusätzlich noch einen kurzen Schwangerschaftsurlaub für die leibliche Mutter gibt, der aber nicht mehr Mutterschaftsurlaub genannt wird. Nicht von der Reform angefasst wurde die Regel, dass die Mutter einen speziellen Schwangerschaftsurlaub ab Feststellung der Schwangerschaft beziehen kann, sofern sie an einem Arbeitsplatz arbeitet, wo sie Radioaktivität, chemischen Substanzen oder Infektionserregern ausgesetzt ist und keine andere Arbeit übernehmen kann.
Der Schwangerschaftsurlaub dauert insgesamt 40 Arbeitstage, wobei der Urlaub etwa 30 Arbeitstage vor dem geplanten Geburtstermin angetreten wird und nach der Geburt nur noch etwa 10 Arbeitstage dauert. Danach gibt es als Ersatz für den Mutterschafts- wie auch Vaterschaftsurlaub eine geschlechterneutrale Elternzeit von je 160 Tagen (ca. 6½ Monate) pro Elternteil, davon dürfen maximal 63 Arbeitstage auf den anderen Elternteil übertragen werden. Gibt es nur einen Elternteil, so kann dieser die doppelte Elternzeit beziehen. Die Elternzeit kann dabei auch aufgeteilt oder in Teilzeit bezogen werden.
Die Entschädigung für Schwangerschaftsurlaub und Elternzeit basiert normalerweise auf dem Gehalt des jeweiligen Elternteils in den letzten 12 Monaten, es kann aber aus verschiedenen Gründen wie beispielsweise einer Ausbildung auch eine Berechnung basierend aus den letzten drei Monaten erfolgen. Während dem Schwangerschaftsurlaub sowie den ersten 16 Tagen der Elternzeit wird von der Kela, der finnischen Sozialversicherung, eine erhöhte Entschädigung von 90 % des Einkommens ausgezahlt, diese wird erst ab einem Einkommen von 64.048 Euro reduziert. 2023 beträgt der ausgezahlte Minimalbetrag 2023 pro Arbeitstag 31,99 Euro und gilt bis zu einem jährlichen Einkommen von 13.712 Euro. Darüber gibt es bei der normalen, nicht erhöhten Entschädigung, bis zu einem Jahreseinkommen von 41.629 Euro eine Elternzeitentschädigung von 70 % des vorherigen Einkommens, danach für allfällige Einkommensteile von 41.630 bis 64.048 Euro noch 40 % und für Einkommensteile größer als 64.048 Euro noch 25 % des Einkommens.
Die Kosten der gesamten Reform werden auf etwa 80 Mio. Euro geschätzt. Ziel der Reform ist es, dass die Kinderbetreuung besser zwischen den Elternteilen aufgeteilt wird. Zuvor hatten die Väter lediglich 10 % der erlaubten Elternzeit bezogen. Auch soll die Vereinbarkeit von Beruf und Familie, insbesondere für die Frauen, verbessert werden und auch weniger traditionelle Familiensituationen berücksichtigt werden.
Vor der Reform von 2022 gab es in Finnland einen separaten Mutterschaftsurlaub von 4 Monaten, der 5–8 Wochen vor Geburtstermin begann und danach noch einen Elternurlaub von total sechs Monaten, der sich nach Belieben aufteilen ließ. Die Väter konnten zusätzlich maximal 9 Wochen Vaterschaftsurlaub beziehen. Für die Mutter gibt es speziell zusätzlich noch einen bezahlten Schwangerschaftsurlaub, der etwa 30 Arbeitstage vor dem geplanten Geburtstermin beginnt und etwa 40 Arbeitstage dauern, also etwa 1½ Monate.

### Griechenland
In Griechenland erhalten Mütter insgesamt 17 Wochen Mutterschaftsurlaub. Der Mutterschaftsurlaub beginnt acht Wochen vor dem geplanten Geburtstermin und dauert danach neun Wochen.
Während dieser Dauer erhält sie ihr letztes Monatsgehalt zu 100 % fortwährend ausgezahlt, sofern sie in den letzten zwei Jahren mindestens 200 Tage gearbeitet hat. Dabei übernimmt der Arbeitgeber je nach Länge der bisherigen Beschäftigung bis zu ein Monatsgehalt, 50%+10% für jedes Kind übernimmt die Sozialversicherung EFKA und die restliche Differenz wird von der Arbeitsagentur OAED übernommen.

### Italien
Der Mutterschaftsurlaub dauert 5 Monate an und beginnt zwei Monaten vor der erwarteten Niederkunft. Sollte sich die Geburt nach hinten verschieben, besteht weiterhin ein Anspruch auf drei Monate Urlaub nach der Geburt. Seit 2019 ist es der Mutter auch möglich, den gesamten Mutterschaftsurlaub nach der Geburt zu beziehen, sofern dies von einem medizinischen Spezialisten vom Servizio Sanitario Nazionale und vom Arbeitgeber erlaubt wurde.
Während des Mutterschaftsurlaubs wird 80 Prozent des Gehaltes bezahlt.

### Niederlande
In den Niederlanden gibt es bis zu 16 Wochen Mutterschaftsurlaub. Diese startet sechs bis vier Wochen vor dem erwarteten Geburtstermin, außer bei Zwillingen oder Mehrlingen, wo der vorgeburtliche Mutterschaftsurlaub bereits 10 bis 8 Wochen vor der Niederkunft beginnt. Der nachgeburtliche Mutterschaftsurlaub beträgt in allen Fällen mindestens 10 Wochen.
Für alle Lohnabhängige wird das gesamte Gehalt, falls dieses nicht 256,54 Euro (Stand: 2023) übersteigt, ausbezahlt. Vielfach bezahlen die Arbeitgeber den darüber hinausreichenden Teil, sind jedoch nicht dazu verpflichtet. Bei Selbständigen wird 100 % des Einkommens auf Basis des letzten bis maximal der letzten fünf Jahren ausgezahlt, sofern diese nicht den Mindestlohn übersteigen, der 2023 bei Personen, die 21 Jahre oder älter waren, bei 1934,40 Euro lag.

### Norwegen
Ein Jahr mit 80 % des Gehalts oder 10,5 Monate mit vollem Gehalt. Der Vater erhält 15 Wochen.

### Portugal
Für die Mutter gibt es 120 Tage Mutterschaftsurlaub. 72 Tage müssen dabei mit der Geburt bezogen werden, wobei bis zu 30 Tage hiervon pränatal sein dürfen. Bei der Geburt von mehreren Kindern wird der Mutterschaftsurlaub um jeweils 30 Tage erhöht. In dieser Zeit wird 100 Prozent des Gehaltes bezahlt.

### Russland
Der Mutterschaftsurlaub in Russland dauert 140 Tage (20 Wochen). Hälftig geteilt sind dabei 70 Tage vor dem geplanten Geburtstermin und 70 Tage Mutterschaftsurlaub nach der Geburt vorgesehen. Bei Mehrlingen verlängert sich der Mutterschaftsurlaub.
Finanziell wird der Mutterschaftsurlaub vom staatlichen Fond Socialnovo Strahovanya Rosiyskoy Federaciy gedeckt durch eine Einmalzahlung beim ersten Kind, die 2020 483881 Rubel betrug. Bei mehreren Kindern wird das Mutterschaftskapital um 155550 erhöht. Die Kapitalzahlungen sind indexiert. Bedingung für eine Zahlung sind jedoch eine russische Staatsbürgerschaft von Mutter und Kind.

### Schweden
Den Eltern wird eine gemeinsame Elternzeit von Total 480 Tagen – wovon 90 Tage nicht übertragbar sind und vom jeweiligen Partner bezogen werden müssen. Die Mutter kann ihre Elternzeit bis 60 Tage vor der geplanten Geburt bereits beziehen. Pro weiteres Kind (bspw. bei Zwillingen) gibt es weitere 180 Tage Elternzeit.
Während 390 Tagen wird das Einkommen zu 100 % kompensiert, für die letzten 90 Tage gibt es 180 Schwedische Kronen pro Tag.

### Spanien
In Spanien steht den Müttern 16 Wochen Mutterschaftsurlaub zu, seit Januar 2021 gilt dasselbe auch für den Vaterschaftsurlaub. Bei der Geburt von mehreren Kindern oder einem Kind mit Behinderung wird die Mutterschaftsurlaubszeit um eine Woche erhöht – genauso wie jene des Vaters. Genauso kann der Urlaub um bis zu 13 Wochen verlängert werden, sollte das Neugeborene hospitalisiert werden.
In dieser Zeit wird 100 Prozent des Gehaltes bezahlt.

### Vereinigtes Königreich
In Großbritannien gibt es bis zu 39 Wochen bezahlten Mutterschaftsurlaub („Statutory Maternity Pay“). Der Mutterschaftsurlaub beginnt üblicherweise ab Geburt oder per sofort, wenn die Mutter innerhalb vier Wochen vor Geburt bedingt durch die Schwangerschaft nicht mehr arbeiten kann. Insgesamt kann der Mutterschaftsurlaub („Statutory Maternity Leave“) bis zu 52 Wochen betragen, aber maximal 11 Wochen vor der erwarteten Geburt.
In den ersten 6 Wochen des Mutterschaftsurlaub werden 90 Prozent des Gehaltes, in den restlichen 33 Wochen wird wöchentlich ein Festbetrag bezahlt (der kleinere Wert von £140.98 oder 90 Prozent des Gehaltes). Dieselbe Regel gilt auch, wenn die beiden Eltern einen geteilten Elternurlaub beziehen.
Seit 2011 können zu 50 Wochen des Urlaubs und 37 Wochen des bezahlten Mutterschaftsurlaub können als geteilter Elternurlaub („Shared Parental Leave“ respektive „Shared Parental Pay“) zwischen den beiden Partnern aufgeteilt werden, sofern die Mutter berufstätig ist.

## Rest der Welt

### Australien
Für Kinder, die ab dem 1. Juli 2023 geboren sind, gibt es einen Elternurlaub von 20 Wochen. Diese können mit Einverständnis der Mutter mit dem Partner geteilt werden und müssen innerhalb zwei Jahre nach Geburt gebraucht werden. Die Taggelder beruhen auf dem gesetzlichen Mindestlohn von $162.49 vor Steuern. Um die Gelder zu beziehen, muss man einerseits zuvor gearbeitet haben und seit zwei Jahren Wohnsitz in Australien haben. Wenn ein Partner vorhanden ist, müssen mindestens 10 Tage vom Partner bezogen werden.

### China
Der Mutterschaftsurlaub variiert in China zwischen 98 und 158 Tagen, je nach Region, allfälligen Schwangerschaftskomplikationen und Anzahl Kinder. Die Ersatzzahlungen beruhen auf dem Durchschnittsgehalt der letzten 12 Monate und betragen je nach Region und Arbeitgeber zwischen 80 und 100 Prozent des Gehalts, wobei je nach Region ein Teil des Mutterschaftsurlaubs oberhalb des gesetzlichen Minimums unbezahlt sein kann.

### Indien
26 Wochen Mutterschaftsurlaub werden Müttern in Indien gewährt, sofern sie bei einem Arbeitgeber mit über 10 Angestellten arbeitet. Davon sollten nicht mehr als acht Wochen vor dem eigentlichen Geburtstermin genommen werden. Ab dem dritten Kind reduziert sich die Dauer des Mutterschaftsurlaub auf 12 Wochen, die vor einer Gesetzänderung im Jahr 2016 für alle Kinder galt.
Die Mutter erhält während dem ganzen Mutterschaftsurlaub weiterhin 100 % des Lohns vom Arbeitgeber ausbezahlt, der hierfür anders als in anderen Länder -wo meist eine Sozialversicherung dies übernimmt- auch keine Kompensation erhält. Daher wirkt sich diese Regelung in Indien auch negativ auf den Beschäftigungsgrad der Frauen aus.

### Japan
In Japan beginnt der Mutterschaftsurlaub sechs Wochen vor dem geplanten Geburtstermin und dauert bis acht Wochen nach der Geburt, also total etwa 14 Wochen. Nach dem Mutterschaftsurlaub ist ein Kinderbetreuungsurlaub (der auch vom Vater bezogen werden kann) bis zum 1. Geburtstag des Kinds möglich. Falls die Eltern danach keine Kinderbetreuungseinrichtung finden, ist eine Verlängerung bis zum 2. Geburtstag möglich.
Während des Mutterschaftsurlaubs wird der Mutter von der Sozialversicherung des Arbeitgebers steuerbefreit etwa zwei Drittel ihres vorherigen Gehalts ausgezahlt. Beim Kinderbetreuungsurlaub reduzieren sich die Beiträge nach sechs Monaten auf 50 %. Voraussetzung für den Mutterschaftsurlaub sowie auch den Kinderbetreuungsurlaub ist es, dass die Mutter respektive der jeweilige Elternteil zuvor mindestens ein Jahr beim entsprechenden Arbeitgeber gearbeitet hat.

### Kanada
In Kanada gibt es bis zu 15 Wochen bezahlten Mutterschaftsurlaub. Der Mutterschaftsurlaub kann bis zu 12 Wochen vor dem geplanten Geburtstermin starten und endet spätestens 17 Wochen nach der Geburt. Für diesese Zeit werden 55 % des Gehalts bis zu einem maximalen Jahresgehalt von $60.300 bezahlt, was einem Maximum von $638 pro Woche entspricht.
Daneben gibt es noch Elternzeit für weitere 35 Wochen bei 55 % des Gehalts oder verlängerte Elternzeit von bis zu 61 Wochen für 35 % des Gehalts, die innerhalb einer 52- respektive 78-Wochen-Periode nach Geburt des Kindes bezogen werden müssen.
Seit 2006 gibt es in der Provinz Québec ein eigenes Programm für den Elternurlaub, der den Mutterschaftsurlaub im restlichen Kanada ersetzt. 2023 sind darin ein maximaler Jahreslohn von $91,000 versichert. Der Mutterschaftsurlaub beträgt dort bis zu 18 Wochen bei 70 % des Lohnes oder 15 Wochen bei 75 % des Lohnes. Dazu kommt eine geteilte Elternzeit von insgesamt 32 Wochen, wobei die letzten 25 Wochen mit nur 55 Prozent des Gehalts entschädigt werden. Falls jeder Elternteil mindestens 8 Wochen bezogen hat, bekommen die Eltern nochmals vier zusätzliche Wochen. Bei Mehrfachgeburten sowie als Alleinerziehende erhöht sich der Urlaub um jeweils weitere fünf Wochen.
Finanziert werden die Mutterschaftsurlaub durch einen Lohnabzug von $1.58 pro $100 Lohn, gedeckelt ab einem Jahresgehalt von $60.300. In Quebec beträgt der Lohnabzug $1.20 pro $100 bei einem Maximum von $91.000. Um bezahlten Mutterschaftsurlaub zu beziehen, muss die Mutter in beiden Fällen zuvor gearbeitet haben.

### Kuba
18 Wochen Mutterschaftsurlaub (6 Wochen vor und 12 Wochen nach der Entbindung, bei Mehrlingen 8 Wochen vor der Entbindung) bei vollem Gehaltsausgleich. Danach Elternzeit bis zum ersten Geburtstag des Kindes bei 60 Prozent Gehaltsausgleich und sicherer Rückkehr in den Beruf. Seit Februar 2017 können neben Vater und Mutter auch die Großeltern im Rahmen der Elternzeit für die Betreuung des Kindes aufkommen.

### Neuseeland
Der Mutterschaftsurlaub („primary carer leave“) beträgt 26 Wochen, wobei sie bis zu 6 Wochen vor dem Geburtstermin nehmen kann. Sollte der Mutterschaftsurlaub aus medizinischen Gründen bereits früher beginnen, hat sie trotzdem nach der Geburt weiterhin 20 Wochen zur Verfügung. Dazu gibt es noch einen verlängerten Urlaub bis maximal 52 Wochen für die Mutter (52 Wochen minus den bereits bezogenen Mutterschaftsurlaub, typischerweise nochmals 26 Wochen), wobei dieser Teil mit dem Partner geteilt werden kann.
Die Tagegelder beruhen auf dem letzten Gehalt der Mutter und können 2023 maximal $661.12 vor Steuern betragen.

### Singapur
In Singapur besteht beim Anspruch auf Mutterschaftsurlaub ein Unterschied darin, ob das Kind die Staatsbürgerschaft von Singapur besitzt oder nicht. Wenn das Kind die Staatsbürgerschaft Singapurs besitzt, besteht ein Anspruch auf einen bezahlten Mutterschaftsurlaub von 16 Wochen. Zusätzlich muss man entweder während dreier Monaten gearbeitet habe, entweder als Selbstständige oder als Angestellte bei einem Unternehmen. Wenn das Kind keine singapurer Staatsbürgerschaft besitzt, hat die Mutter lediglich Anspruch auf 12 Wochen unbezahlten Mutterschaftsurlaub.
Im Fall des bezahlten Mutterschaftsurlaubs erhält die Mutter das Gehalt im Falle einer Anstellung das Geld weiterhin vom Arbeitgeber ausgezahlt, der dann Geld zurückfordern kann beim Staat. Beim ersten und zweiten Kind muss der Arbeitgeber dabei die Hälfte der Kosten selbst tragen, danach kommt der Staat vollständig für die Kosten auf.
Der Arbeitgeber darf die Mutter speziell während vier Wochen nach der Geburt nicht zur Arbeit zurückrufen.

### USA
Es bestehen keine gesetzlichen Regelungen zum Mutterschaftsurlaub oder zur Gehaltsfortzahlung. Ein Anspruch auf Zahlungen durch die Sozialversicherungsträger besteht nicht. Die USA ist damit eine von weltweit nur drei Staaten, die kein nationales Gesetz zur Regelung eines bezahlten Mutterschaftsurlaubes haben.
Auf nationaler Ebene gibt es den Family and Medical Leave Act (FMLA), der staatlichen Angestellten und solchen von Unternehmen mit mehr als 50 Angestellten in einem Umkreis von 75 Meilen bei Geburt 12 Wochen unbezahlte Ferien gewährt. Dieses Gesetz verknüpft den Bezug dieser Tage aber nicht unmittelbar mit der Geburt (Mutterschutz). Einzig den Bundesangestellten wird über den Federal Employee Paid Leave Act bezahlter Urlaub gewährt. Eine nationale Umfrage hat im Jahr 2018 nachgewiesen, dass die Wiederhospitalisierungsrate von Müttern und deren Kinder, die bezahlten Mutterschaftsurlaub beziehen können, um 47 % (Kinder) respektive 51 % (Mutter) reduziert.
Einzelne Bundesstaaten wie Kalifornien haben weitergehende Regeln betreffend dem bezahlten Mutterschaftsurlaub.